# 教育部体育署
教育部体育署（きょういくぶ たいいくしょ）は中華民国でスポーツ行政を所管する機関。1932年にスポーツの振興と選手養成を目的に「体育委員会」として設立された。教育部体育司を経て、1997年に「行政院体育委員会」となった後、2013年に「教育部体育署」に降格となった。

## 歴代体育会主任委員
1. 趙麗雲
2. 許義雄
3. 林徳福
4. 陳全寿
5. 楊忠和
6. 戴遐齡